# مركز التنمية الاجتماعية والشؤون الإنسانية
كان مركز التنمية الاجتماعية والشؤون الإنسانية قسمًا تابعًا للمجلس الاقتصادي والاجتماعي للأمم المتحدة، وهو مسؤول عن تنسيق جميع القضايا المتعلقة بالسياسة الاجتماعية داخل منظومة الأمم المتحدة. كان مقره في مكتب الأمم المتحدة في فيينا، النمسا حتى التسعينيات. انتقل إلى مقر الأمم المتحدة في نيويورك ويعرف الآن باسم شعبة السياسات الاجتماعية والتنمية.
وأصدرت وحداته، مثل وحدة وحدة السياسات والبرامج الخاصة بالشباب، وثائق ومنشورات مختلفة، مثل «الوضع العالمي للشباب: الاتجاهات والآفاق حتى عام 2000» و«الشباب والإيدز: إستراتيجية الإعلام والبرامج التعليمية للوقاية من الإيدز والتحكم»  في عام 1992. وكان مسؤول عن تنسيق الأنشطة خلال السنة الدولية للشباب وتعاون أيضًا مع المنظمات غير الحكومية والمؤتمرات الدولية، مثل مؤتمر السنة الدولية للشباب حول القانون.